# Fuinha-das-nuvens
A Fuinha-das-nuvens (Cisticola textrix) é uma espécie de ave da família Cisticolidae.
Pode ser encontrada nos seguintes países: Angola, Lesoto, Moçambique, África do Sul, Essuatíni e Zâmbia.
Os seus habitats naturais são: campos de gramíneas subtropicais ou tropicais secos de baixa altitude.